# Manuel Paléologue
 (mai 2019).
Si vous disposez d'ouvrages ou d'articles de référence ou si vous connaissez des sites web de qualité traitant du thème abordé ici, merci de compléter l'article en donnant les références utiles à sa vérifiabilité et en les liant à la section « Notes et références ».
Manuel Paléologue (1455-1512) est le plus jeune fils de Thomas Paléologue et de Catherine Zaccaria. Il est également le neveu du dernier empereur byzantin Constantin XI Paléologue. Il vit ses premières années à Corfou du fait de la chute de Constantinople puis de la conquête ottomane de la Morée. Après la mort de son père en 1465, lui et ses frères partent pour Rome, où ils sont placés aux soins du cardinal Jean Bessarion, qui assure leur subsistance.
Les ressources fournies par la papauté sont progressivement coupées et Manuel finit par quitter Rome en 1474. Il assure son train de vie en offrant ses services martiaux à différents seigneurs en Europe, dont Galeazzo Maria Sforza à Milan et Charles le Téméraire en Bourgogne. Néanmoins, il ne trouve pas son compte et souffre des ressources toujours plus faibles fournies par le pape. Il finit par se rendre à Constantinople en 1476 et se met au service du sultan Mehmed II, le conquérant de la cité. Il est reçu généreusement et reste dans la cité de ses ancêtres jusqu'à sa mort, sous le surnom de El Ghazi. Néanmoins, il conserve sa foi chrétienne et a deux fils, Jean et André Paléologue (en).

## Biographie
Né après la chute de Constantinople (29 mai 1453), il passe son enfance en Morée et fuit avec sa famille lorsque les troupes de Mehmed II envahissent le Péloponnèse. Selon certaines sources historiques[évasif], à la mort de son père en 1465, il est placé sous la tutelle du patriarche Basilius Bessarion.
Il se lasse de vivre à Rome d'autant que le pape a réduit sa pension et quitte l'Italie dès 1476. 
On sait peu de chose de sa vie, si ce n’est qu’il rejoint Constantinople où le sultan Bayezid II lui accorde une pension et un apanage en échange de son renoncement au trône byzantin. Cependant, il ne parvient jamais aux hautes charges de l'État ottoman auxquelles il pouvait espérer. 
Il se marie et deux fils naissent de cette union : l’aîné, Jean, conserve la religion de son père; le cadet, André, se convertit à l'islam et prend le nom de Mehmet Pacha.